# Ghazi Al-Gosaibi
Ghazi Abderrahmane Al-Ghosaibi (en arabe : غازي بن عبدالرحمن القصيبي), né le 3 mars 1940 à Al-Hufuf (Arabie saoudite) et mort le 15 août 2010 à Riyad (Arabie saoudite), est un poète, écrivain, diplomate et homme politique saoudien, ministre de l'Industrie et de l'Électricité de 1975 à 1983, ministre de la Santé de 1983 à 1984, ambassadeur au Bahreïn de 1984 à 1992, ambassadeur en Irlande de 1992 à 2002, ministre de l'Eau et de l'Électricité de 2002 à 2004 et ministre des Ressources humaines et du Développement social de 2005 à 2010.

## Biographie
Al-Gosaibi naît le 3 mars 1940 à Al-Hufuf dans une riche famille de marchands sunnites originaires du Nejd. Sa mère, de la famille Kateb originaire de La Mecque, meurt alors qu'il a neuf mois : il est alors élevé par sa grand-mère. À l'âge de cinq ans, sa famille déménage à Bahreïn, protectorat britannique où il étudie de l'école primaire au lycée. En 1957, il obtient une bourse pour étudier le droit à l'université du Caire. Après avoir obtenu son diplôme en 1961, il part étudier les relations internationales à l'université de Californie du Sud d'où il sort diplômé en 1964.
En 1965, il est sélectionné par le comité de réconciliation saoudien comme conseiller légal pour négocier avec les forces égyptiennes au Yémen, pendant la guerre civile du Yémen du Nord. Quelques années plus tard, en 1970, il soutient sa thèse de doctorat en droit à l'University College de Londres sur ce thème.

## Carrière politique
Dès 1965, après l'obtention de son diplôme en relations internationales, Al-Gosaibi devient maître de conférences à l'université du Roi-Saoud. Il devient ensuite professeur associé, doyen de la faculté de commerce et directeur du département de sciences politiques. En 1974, il est nommé à la tête de la Saudi Railways Organization (en), une des deux compagnies de chemin de fer saoudiennes puis, en 1975, devient ministre de l'Industrie et de l'Électricité.
En 1983, il est nommé Ministre de la Santé. En 1984, il constate que les appels d'offres pour la construction d'hôpitaux régionaux sont truqués en faveur de l'entreprise Saudi Oger et que le prince Sultan détourne une partie du budget colossal du ministère de la Défense (en). Alors que la bureaucratie saoudienne l'empêche d'entrer en contact avec le roi Fahd, il publie à son attention un poème intitulé Un stylo acheté ne vaut pas un stylo vendu (en arabe : لا يستوي قلم يباع ويشترى) dénonçant la corruption des élites saoudiennes. Jugé trop à gauche, Al-Gosaibi est démis de ses fonctions et connaît un exil doré au Bahreïn, où il sert comme ambassadeur de 1984 à 1992. En 1992, il est envoyé à Londres pour remplacer l'ambassadeur saoudien au Royaume-Uni et en Irlande Nasser Almanqour (en), ce dernier ayant soutenu publiquement la fatwa appelant au meurtre de l'écrivain britannique Salman Rushdie.
En 1999, il est candidat au poste de directeur général de l'UNESCO mais perd l'élection face au diplomate japonais Koichiro Matsuura, arrivant deuxième de l'élection parmi 11 candidats. Il reste en poste comme ambassadeur au Royaume-Uni. 
Le 29 mars 2002, une adolescente palestinienne du nom d'Ayat Al-Akhras (en) se fait exploser dans un supermarché israélien, tuant deux civils et en blessant une vingtaine d'autres. Quelques jours plus tard, Al-Gosaibi publie dans le journal Al-Hayat un poème intitulé Les Martyrs (en arabe : الشهداء) dans lequel il fait l'éloge de la jeune kamikaze, la qualifiant de « fiancée au Paradis se dressant contre le criminel et embrassant la mort avec un sourire ». Son poème fait polémique et il est censuré par le gouvernement britannique (Blair II). Al-Gosaibi, habituellement opposé au terrorisme, précise sa position en faveur de la solution à deux États au conflit israélo-palestinien, assume ses écrits et accuse Israël de crimes de guerre, avant d'être rappelé en Arabie saoudite.
Quelques mois plus tard, en septembre 2002, il est nommé ministre de l'Eau et de l'Électricité et siège au conseil d'administration d'Aramco, la compagnie nationale saoudienne d'hydrocarbures. En 2004, il est nommé Ministre du Travail. Confronté à la fois au fort taux de chômage des jeunes et à leur réticence à s'engager dans des métiers peu prestigieux, il explique que ces métiers ne sont pas indignes et l'illustre en vendant lui-même des hamburgers dans un fast-food de Djeddah pendant trois heures en 2008. Il milite également pour l'emploi des femmes et leur participation accrue à la vie publique.
Ghazi Al-Gosaibi meurt en 2010 d'un cancer de l'estomac.

## Œuvre littéraire
Ghazi Al-Gosaibi est l'un des plus grands écrivains et poètes de langue arabe du XXe siècle. Il a publié une soixantaine de livres, dont des romans, des essais et des recueils de poèmes. Son roman le plus célèbre, Un appartement nommé liberté (en arabe : شقة الحرية), est publié en 1994 et contient des passages en partie autobiographiques. Il décrit les années d'université de quatre jeunes gens venus de Bahreïn pour étudier au Caire pendant la période nassériste, de la fin des années 1950 au début des années 1960. Un autre roman, Sept (en arabe : سبعة), dénonce les élites arabes éduquées en Occident qui éprouvent un sentiment de supériorité par rapport à leurs concitoyens mais n'utilisent pas leur formation pour améliorer la situation dans leur pays d'origine. En raison des thèmes abordés, dont la condition du monde arabe et ses tabous, et de son style souvent critique des élites religieuses, son œuvre a été interdite de publication en Arabie saoudite jusqu'à deux semaines avant sa mort, malgré une large diffusion dans le reste du monde arabe.
Al-Gosaibi a également écrit des œuvres de non-fiction, comme les essais Une vie d'administration (1999) ou La crise du Golfe (2002) qui décrit la perspective arabe sur l'invasion du Koweït par Saddam Hussein en 1990.

## Postérité
À la mort de Ghazi Al-Gosaibi en août 2010, plusieurs dizaines de journaux dans de nombreux pays lui consacrent une nécrologie. Il laisse une œuvre littéraire parmi les plus riches du monde arabe et une empreinte de réformateur en politique. Il a été décrit comme « le seul grand homme d'Arabie saoudite », le « parrain de la rénovation » et « un symbole de modernité en Arabie saoudite ».